# Saint Amour (2001)
Saint Amour is een Nederlandse - Belgische film uit 2001 van Eric Oosthoek. Het is gebaseerd op de roman Saint Amour van André Truyman. In Nederland werd de film uitgebracht als Telefilm, en in België vooral in Vlaanderse filmzalen en op televisie.

## Verhaal
Louis heeft ervoor gekozen voor een leven als priester binnen een abdij. Op een dag komt hij zijn jeugdvriendin Liliane tegen. Hij wordt opnieuw verliefd op haar en worstelt met zichzelf om zijn priesterschap voort te zetten of toch te kiezen voor het huwelijk. Binnen de kloostergemeenschap is maar weinig bijval van zijn medebroeders om zijn keuze te vereenvoudigen.

## Cast
| Acteur              | Personage | Leeftijd |
| ------------------- | --------- | -------- |
| Antonie Kamerling   | Louis     | jong     |
| Kees Coolen         | Louis     | oud      |
| Anna Rottier        | Liliane   | jong     |
| Jasperina de Jong   | Liliane   | oud      |
| Pieter van der Sman | Daniel    | jong     |
| Hubert Damen        | Daniel    | oud      |